# Drabæks Mølle
Drabæks Mølle er et tidligere mølleri beliggende i et fredet område i Lunderskov, ca. 12 km vest for Kolding. 

## Historie
Drabæks Mølle er en af de ældste erhvervsvirksomheder i Danmark, drevet under samme navn siden ca. 1100. Den ældste skriftlige kilde, der omtaler Drabæks Mølle, er dog først fra  1578, hvor den omtales i Kronens Skøder, Første Bind 1535-1648, s. 189.
I 1553 blev Drabæks Mølle oprettet som kongelig vandmølle . Møllen lå ved den gamle toldgrænse til Hertugdømmet Slesvig.
Under Trediveårskrigen ved Wallensteins angreb (1627-1629) led Drabæks Mølle stor skade. I 1660 blev den afbrændt af "svensken" ligesom nabomøllen Rolles Mølle, som den blev drevet sammen med på den tid.
I 1907 nedbrændte Drabæks Mølle og blev opbygget, som den kendes i dag. 
Møllen blev nu bygget med en turbinedrevet moderne valsemølle med en dieselmotor.
I 1980'erne blev vandkraften erstattet af elkraft. I 1989 blev det meste af produktionen udført på en moderne mølle i Lunderskovs industrikvarter.
Drabæks Mølle fortsatte herefter med bl.a. at male prins Joachims korn til mel. Dette blev brugt til Schackenborg Brød. Derudover fremstillede møllen havregryn, flager og groft mel. Drabæks Mølle startede i 1989 økologisk produktion under navnet Kornkammeret.
I 1999 blev Drabæks Mølle overtaget af Havnemøllerne (ejet af det svenske Lantmännen). 
Drabæks Mølle blev nedlagt i 2008, men Drabæks Mølle med Drabæks Mølledam kan ses på Kornkammeret's logo. . 
2019 købte ægteparret Tinna Jakobsen og Michael Hjort Drabæks Mølle. 
Vejle Amt restaurerede i 1994 Drabæks Mølleå ved at genoprette forbindelsen mellem vandløbsstrækninger og har etableret en fisketrappe.